# 氰化银
氰化银是一种化合物，化学式为AgCN。这种白色固体可以通过用氰化物处理含Ag+的溶液产生。一些方案会使用此沉淀，以从溶液中回收银。镀银时也会使用氰化银。

## 反应
向含有Ag+的溶液中加入氰化钠后，AgCN会沉淀出来。再加氰化物沉淀会溶解，氰化物过量时会形成线性[Ag(CN)2]-(aq)和[Ag(CN)3]2-(aq)。氰化银也溶于含有其他配体，如氨或磷化氢的溶液。
氰化银与其他阴离子反应时，会形成复杂的结构。有些氰化银会发光。

## 用途
银电镀液中会使用AgCN和KAg(CN)2，这至少是从1840年艾尔金顿兄弟申请专利时开始。一种典型的传统银电镀液包含KAg(CN)2 15-40 gL−1，KCN 12-120 gL−1和K2CO3 gL−1。